# 8315 Бацзінь
8315 Бацзінь (8315 Bajin) — астероїд головного поясу, відкритий 25 листопада 1997 року.
Тіссеранів параметр щодо Юпітера — 3,623.